# Петровка (Кривошиїнський район)
Петро́вка (рос. Петровка) — село у складі Кривошиїнського району Томської області, Росія. Входить до складу Петровського сільського поселення.

## Населення
Населення — 354 особи (2010; 535 у 2002).
Національний склад (станом на 2002 рік):
- росіяни — 83 %